# Campionati europei di lotta 2020
I campionati europei di lotta 2020 sono stati la 71ª edizione della manifestazione continentale organizzata dalla FILA. Si sono svolti dal 10 al 16 febbraio 2020 al PalaPellicone di Roma, in Italia.

## Classifica squadre
| Pos. | Lotta libera maschile | Lotta libera maschile | Lotta greco-romana | Lotta greco-romana | Lotta libera femminile | Lotta libera femminile |
| Pos. | Squadra               | Punti                 | Squadra            | Punti              | Squadra                | Punti                  |
| ---- | --------------------- | --------------------- | ------------------ | ------------------ | ---------------------- | ---------------------- |
| 1    | Russia                | 186                   | Russia             | 128                | Russia                 | 190                    |
| 2    | Azerbaigian           | 116                   | Azerbaigian        | 116                | Ucraina                | 155                    |
| 3    | Georgia               | 95                    | Turchia            | 90                 | Bielorussia            | 97                     |
| 4    | Turchia               | 95                    | Armenia            | 84                 | Bulgaria               | 89                     |
| 5    | Bielorussia           | 85                    | Georgia            | 82                 | Turchia                | 87                     |
| 6    | Polonia               | 65                    | Ucraina            | 81                 | Germania               | 86                     |
| 7    | Armenia               | 65                    | Ungheria           | 79                 | Azerbaigian            | 65                     |
| 8    | Ucraina               | 64                    | Bulgaria           | 75                 | Moldavia               | 55                     |
| 9    | Romania               | 53                    | Bielorussia        | 59                 | Romania                | 51                     |
| 10   | Bulgaria              | 50                    | Germania           | 55                 | Italia                 | 46                     |

## Podi

### Lotta libera maschile
| Evento        | Oro                         | Argento                    | Bronzo                               |
| fino a 57 kg  | Azamat Tuskaev              | Süleyman Atlı              | Horst Lehr Stevan Mićić              |
| fino a 61 kg  | Aleksandr Bogomoev          | Beka Lomtadze              | Nikolaj Ochlopkov Arsen Harutyunyan  |
| fino a 65 kg  | Kurban Širaev               | Njurhun Skrjabin           | Əli Rəhimzadə Erik Arušanjan         |
| fino a 70 kg  | Magomedmurad Gadżijew       | Ağahüseyn Mustafayev       | Haydar Yavuz Mihail Sava             |
| fino a 74 kg  | Frank Chamizo               | Magomedrasul Gazimagomedov | Avtandil Kentchadze Soner Demirtaş   |
| fino a 79 kg  | Magomedchabib Kadimagomedov | Magomed Ramazanov          | Vasyl' Mychajlov Cəbrayıl Həsənov    |
| fino a 86 kg  | Artur Najfonov              | Myles Amine                | Boris Makoev Rasul Cichaeŭ           |
| fino a 92 kg  | Süleyman Karadeniz          | Samuel Scherrer            | Aslanbek Alborov Amarhadžy Mahamedaŭ |
| fino a 97 kg  | Abdulrašid Sadulaev         | Al'bert Saritov            | Abraham Conyedo Elizbar Odikadze     |
| fino a 125 kg | Geno Petriashvili           | Robert Baran               | Camaləddin Məhəmmədov Baldan Cyžipov |

### Lotta greco-romana maschile
| Evento        | Oro                  | Argento                 | Bronzo                            |
| fino a 55 kg  | Edmond Nazarjan      | Vitalij Kabaloev        | Eldəniz Əzizli Nugzari Tsurtsumia |
| fino a 60 kg  | Gevorg Gharibyan     | Kerem Kamal             | Murad Bazarov Amiran Shavadze     |
| fino a 63 kg  | Maksim Nehoda        | Ibragim Labazanov       | Erik Torba Lenur Temirov          |
| fino a 67 kg  | Morten Thoresen      | Nazir Abdullaev         | Kristupas Šleiva Karen Aslanyan   |
| fino a 72 kg  | Frank Stäbler        | Iuri Lomadze            | Ulvu Ganizade Selçuk Can          |
| fino a 77 kg  | Sənan Süleymanov     | Zoltán Lévai            | Alex Kessidis Karapet Chalyan     |
| fino a 82 kg  | Rafiq Hüseynov       | Daniel Aleksandrov      | Bogdan Kourinnoi Hannes Wagner    |
| fino a 87 kg  | Semen Novikov        | Viktor Lőrincz          | Aleksandr Komarov İslam Abbasov   |
| fino a 97 kg  | Art'our Aleksanyan   | Nik'oloz K'akhelashvili | Cenk İldem Aleksandr Golovin      |
| fino a 130 kg | Alin Alexuc-Ciurariu | Levan Arabuli           | Mykola Kučmij Jello Krahmer       |

### Lotta libera femminile
| Evento       | Oro                  | Argento         | Bronzo                            |
| fino a 50 kg | Miglena Seliška      | Oksana Livač    | Ksenija Stankevič Milana Dadaševa |
| fino a 53 kg | Vanėsa Kaladzinskaja | Jessica Blaszka | Annika Wendle Stal'vira Oršuš     |
| fino a 55 kg | Ol'ga Chorošavceva   | Solomija Vynnyk | Bediha Gün Sofia Mattsson         |
| fino a 57 kg | Grace Bullen         | Alina Hrušyna   | Johanna Lindborg Iryna Kuračkina  |
| fino a 59 kg | Anastasia Nichita    | Biljana Dudova  | Ljubov' Ovčarova Anhelina Lysak   |
| fino a 62 kg | Julija Tkač          | Inna Tražukova  | Tajbe Jusein Tatyana Omelçenko    |
| fino a 65 kg | Mimi Christova       | Elis Manolova   | Iryna Koljadenko Marija Kuznecova |
| fino a 68 kg | Chanum Velieva       | Dalma Caneva    | Danutė Domikaitytė Alla Čerkasova |
| fino a 72 kg | Natal'ja Vorob'ëva   | Maria Selmaier  | Cătălina Axente Alina Berežna     |
| fino a 76 kg | Ekaterina Bukina     | Yasemin Adar    | Aline Focken Iselin Solheim       |

## Medagliere
| Pos.   | Paese       | Oro | Argento | Bronzo | Totale |
| ------ | ----------- | --- | ------- | ------ | ------ |
| 1      | Russia      | 9   | 6       | 7      | 22     |
| 2      | Bulgaria    | 3   | 2       | 1      | 6      |
| 3      | Bielorussia | 3   | 1       | 4      | 8      |
| 4      | Ucraina     | 2   | 3       | 8      | 13     |
| 5      | Azerbaigian | 2   | 2       | 9      | 13     |
| 6      | Armenia     | 2   | 0       | 3      | 5      |
| 7      | Norvegia    | 2   | 0       | 1      | 3      |
| 8      | Turchia     | 1   | 3       | 5      | 9      |
| 9      | Georgia     | 1   | 3       | 4      | 8      |
| 10     | Italia      | 1   | 2       | 1      | 4      |
| 11     | Germania    | 1   | 1       | 5      | 7      |
| 12     | Romania     | 1   | 1       | 2      | 4      |
| 13     | Polonia     | 1   | 1       | 0      | 2      |
| 14     | Moldavia    | 1   | 0       | 1      | 2      |
| 15     | Ungheria    | 0   | 2       | 1      | 3      |
| 16     | Paesi Bassi | 0   | 1       | 0      | 1      |
| 16     | San Marino  | 0   | 1       | 0      | 1      |
| 16     | Svizzera    | 0   | 1       | 0      | 1      |
| 19     | Svezia      | 0   | 0       | 4      | 4      |
| 20     | Lituania    | 0   | 0       | 2      | 2      |
| 21     | Serbia      | 0   | 0       | 1      | 1      |
| 21     | Slovacchia  | 0   | 0       | 1      | 1      |
| Totale | Totale      | 30  | 30      | 60     | 120    |